# Molnár Béla (biológus)
Molnár Béla (Székelyszenterzsébet, 1922. november 10. –) erdélyi magyar biológus, a biológia tudományok doktora, egyetemi oktató, szakíró.

## Életútja, munkássága
Középiskolát Székelykeresztúron végzett, a Bolyai Tudományegyetem természettudományi karán szerzett biológia-földrajz szakos diplomát. Természetrajztanárként a székelyudvarhelyi Mezőgazdasági Szaklíceumban tanított, 1950-től az egyetem Állattani Tanszékén, 1959-től a Babeș–Bolyai Tudományegyetem biológia-földrajz karán adjunktus. A biológiai tudományok doktora.
Első írását a Studia Universitatis Babeş-Bolyai, Series Biologiae közölte (1960). Az alacsonyabb rendű gerinces állatok neuroendokrin rendszerének fejlődési-működési-szerkezeti sajátosságaival foglalkozott.
Saját és társszerzőként írott közleményei főként a Studia Universitatis Babeş-Bolyai, Series Biologiae 1960, 1962 és a Studii şi Cercetări, Endocrinologia, 1962-65; Revue Roumaine, Endocrinologie, 1965, 1967 hasábjain jelentek meg.
Magyarul Budapesten publikált, így A máj morfológiai változásai a rózsás márna és a petényi márna petefészekciklusa folyamán c. értekezését a Vertebrata Hungariae közölte (1961). Szaktanulmányait közölték még német nyelvű szakfolyóiratok: Naturwissenschaft (1965/14), az Anatomischer Anzeiger (1965) és a Zoologischer Anzeiger (1968).